# Доус, Эндрю
Эндрю Альберт Доус (англ. Andrew Albert Dawes) — канадский скрипач и педагог XX — начала XXI века, сооснователь и первая скрипка Орфордского струнного квартета. Лауреат канадских и международных конкурсов, трехкратный обладатель премии «Джуно» (1985, 1987, 1991) и обладатель премии Молсона (1976) с Орфордским квартетом, кавалер ордена Канады (1991), лауреат Премии генерал-губернатора за карьерный вклад в классическую музыку (2013).

## Биография
Родился в Хай-Ривере в 1940 году. С 1947 по 1957 год брал уроки музыки у Клейтона Хейра — вначале в Калгари, а последние два года в Портленде (Орегон). В 1957—1960 годах занимался у Мюррея Адаскина в Саскатуне, а следующие пять лет по рекомендации Айзека Стерна занимался в Женевской консерватории у Лорана Фениве.
Во время учебы в Женеве выиграл в 1962 году конкурс Jeunesses Musicales Canada, в 1963 году вместе с сестрой Мари-Лу, игравшей на фортепиано, стал третьим призером конкурса дуэтов в Мюнхене, а в 1964 году был удостоен награды за виртуозность (фр. Prix de virtuosité) с самыми высокими на тот момент баллами. После возвращения в Канаду становился лауреатом Монреальских международных конкурсов в 1966 и 1969 годах, а в 1967 году выиграл конкурс Jeunesses Musicales Canada в Ванкувере.
В 1965 году стал сооснователем Орфордского струнного квартета (другими участниками начального состава были Кеннет Перкинс, Теренс Хелмер и Марсель Сен-Сир) и оставался его первой скрипкой на протяжении всего существования коллектива до 1991 года. За это время квартет дал более 3000 концертов на шести континентах и записал более 60 дисков. Его записи 11 раз номинировались на премию «Джуно» и три раза (в 1985, 1987 и 1991 годах) ее завоевывали. В 1974 году коллектив также выиграл международный конкурс струнных квартетов Европейского вещательного союза, в 1978 году удостоился премии Канадского совета по музыке за записи 1-го и 2-го струнных квартетов Мендельсона, а в 1981 и 1983 годах дважды становился лауреатом Grand prix du disque от этой организации. Доус также выступал в Европе с Оркестром романской Швейцарии и Симфоническим оркестром Белградской филармонии. В сотрудничестве с пианисткой Джейн Куп записал в 2002 году полный цикл сонат Бетховена для скрипки и фортепиано (номинация на «Джуно» в 2002 году). Выступал с созданной в 1770 году скрипкой Гваданьини, после этого известной как «Dawes, de Long Tearse».
После переезда Орфордского квартета в Торонто присоединился к преподавательскому составу Торонтского университета в 1972 году. Преподавал в этом вузе до 1991 года, занимал профессорскую кафедру. Кроме того, до 2005 года преподавал скрипичную и камерную музыку в Университете Британской Колумбии, где был профессором-эмеритом, а с 2006 года был приглашенным преподавателем Макгиллского университета. В 2011 году возглавлял Институт камерной музыки Ванкуверской музыкальной академии. Был членом жюри ряда музыкальных конкурсов, включая Банффский и Лондонский международные конкурсы струнных квартетов.
В 1976 году стал лауреатом премии Молсона от Совета Канады по искусству. В 1991 году произведен в кавалеры ордена Канады, в 1994 году удостоен Чалмерсовской национальной музыкальной премии, а в 2013 году — Премии генерал-губернатора в области исполнительских искусств за карьерный вклад в классическую музыку. Награжден медалями Золотого и Бриллиантового юбилеев королевы Елизаветы II в 2002 и 2012 годах.
Скончался в 2022 году в Альдеаррубии (Испания) в возрасте 82 лет после борьбы с раком предстательной железы.